# Универсал национального единства
Универсал национального единства (Універсал національної єдності) — политический документ, предложенный президентом Украины Виктором Ющенко, подписаный представителями партий, прошедших в 2006 в Верховную раду Украины, и содержащий основные принципы внешней и внутренней политики Украины, которых должно придерживаться будущее правительство страны.

## Авторы
Рабочая группа по подготовке Универсала:
- Николай Азаров[1] (Партия регионов)
- Раиса Богатырёва[1] (Партия регионов)
- Елена Лукаш (Партия регионов)[1]
- Пётр Порошенко[1] (Народный Союз «Наша Украина»)
- Роман Зварыч[1] (Народный Союз «Наша Украина»)
- Анатолий Кинах[1] (Народный Союз «Наша Украина»)
- Ярослав Мендусь (Социалистическая партия Украины)
- Василий Цушко[2] (Социалистическая партия Украины)
- Николай Рудьковский[1] (Социалистическая партия Украины)
- Леонид Грач (Коммунистическая партия Украины)
- Иван Васюник[1], первый заместитель главы Секретариата
- Николай Полуденный, советник президента
- Игорь Колиушко[укр.], советник президента
- Жанна Докторова[укр.], руководитель Главной государственно-правовой службы

Работа над согласованием текста Универсала велась с 27 июля по 3 августа 2006. Рабочая группа от Партии регионов предлагала свой вариант документа — Пакт национального единства, отличающийся от президентского Универсала позицией по НАТО, языковым вопросам, отношениям с Россией и ЕЭП.

## Круглые столы по поводу Универсала
С целью обсуждения текста Универсала были проведены два т. н. Всенациональных круглых стола. Они состоялись в здании Секретариата президента Украины и транслировались в прямом эфире по некоторым украинским телеканалам. Первый круглый стол состоялся 27 июля 2006, второй 3 августа. В них приняли участие 18 человек (3 представителя государства, 5 представителей прошедших в парламент политических сил и 10 представителей общественности).
Представители государства
1. Президент Украины Виктор Андреевич Ющенко
2. Исполняющий обязанности премьер-министра Украины Юрий Иванович Ехануров
3. Глава Верховной рады Украины Александр Александрович Мороз

Представители прошедших в парламент партий
1. Глава фракции Партии регионов Виктор Фёдорович Янукович
2. Глава фракции Блока Юлии Тимошенко Юлия Владимировна Тимошенко
3. Глава фракции «Наша Украина» Роман Петрович Бессмертный
4. Глава фракции Социалистической партии Украины Василий Петрович Цушко
5. Глава фракции Коммунистической партии Украины Пётр Николаевич Симоненко

Представители общественности
1. ректор Национальной украинской Киево-Могилянской академии Вячеслав Степанович Брюховецкий
2. харьковский правозащитник Евгений Ефимович Захаров
3. академик Михаил Захарович Згуровский
4. президент Украины в 1991—1994 Леонид Макарович Кравчук
5. бывший диссидент Лев Григорьевич Лукьяненко
6. глава Верховной рады Украины в 1991—1994,2000 — 2002 Иван Степанович Плющ
7. бывший глава постоянной делегации Украины при ПАСЕ Борис Ильич Олейник
8. философ Мирослав Владимирович Попович
9. бывший диссидент Евгений Александрович Сверстюк
10. глава Всеукраинского объединения ветеранов Второй мировой войны Игорь Рафаилович Юхновский

## Подписавшиеся стороны
Универсал национального единства был подписан в четверг, 3 августа 2006, президентом Украины Виктором Ющенко, председателем Верховной рады Александром Морозом, и. о. премьер-министра Юрием Ехануровым, лидерами фракции Партии регионов Виктором Януковичем, блока «Наша Украина» Романом Безсмертным, Социалистической партии Украины Василием Цушко, Коммунистической партии Украины Петром Симоненко.
Отказалась подписывать документ лидер фракции БЮТ Юлия Тимошенко. По её словам, президент «уступил по фундаментальным позициям». Юлия Тимошенко объявила, что считает этот документ актом политической капитуляции «оранжевых»: «Измена всё чаще практикуется в украинской политике и превращается в инфекционную болезнь… Но она не затронет нашей политической силы. Мы не дадим работать в теневых кулуарах». Подписание «Универсала» Юлия Тимошенко считает «только ширмой, которая прикрывает кулуарные договоренности для распределения должностей и распределения их бизнес-сфер». Тимошенко призвала народных депутатов, разделяющих её взгляды, создать межфракционное оппозиционное объединение.
Руководитель КПУ Пётр Симоненко подписал документ с оговорками — за исключением шести пунктов, которые расходятся с программой КПУ.

## Последующие события
В день торжественного подписания Универсала национального единства Виктор Ющенко внёс на утверждение Верховной рады кандидатуру Виктора Януковича на пост премьер-министра. Вечером 4 августа 2006 Верховная рада Украины её утвердила. Правительство было сформировано и приступило к работе.
Переговоры о присоединении блока «Наша Украина» к широкой правительственной коалиции (Партия регионов, СПУ и КПУ) длились два месяца, но к октябрю зашли в тупик. 4 октября лидер парламентской фракции «Наша Украина» Роман Бессмертный заявил, что фракция переходит в оппозицию к действующему правительству Виктора Януковича и широкой правительственной коалиции и отзывает своих министров из правительства.
Согласно высказыванию Виктора Ющенко, Универсал игнорируется его подписантами.